# Miguel Gutiérrez (1956)
Miguel Gutiérrez (nascido Miguel Ángel Gutiérrez la Rosa) (Lima,19 de novembro de 1956) é um ex-futebolista peruano que atuava na defesa.

## Trajetória
Ele estreou no Sporting Cristal em 1979 no mesmo ano em que conseguiu se tornar campeão em 1979, 1980 e 1983, sendo este o último ano no clube. Depois de estar sem uma equipe de 3 anos, ele chega na Universidade dos Esportes por um ano, onde ele deixa o campeão de 1985, jogou um total de onze jogos na Copa Libertadores e marcou um gol na partida em Lima entre o Sporting Cristal contra a Universidad de Chile finalmente 3-2.

## Seleção nacional
Ele estreou em 1980 em uma partida amistosa contra o Uruguai terminando empatado 1-1. Participou da Copa do Mundo FIFA de 1982, onde não conseguiu jogar nenhuma partida. Ele foi internacional com o Peru 7 vezes e não marcou nenhum gol